# Lixing-lès-Saint-Avold
Lixing-lès-Saint-Avold är en kommun i departementet Moselle i regionen Grand Est (tidigare regionen Lorraine) i nordöstra Frankrike. Kommunen ligger i kantonen Grostenquin som tillhör arrondissementet Forbach. År 2022 hade Lixing-lès-Saint-Avold 672 invånare.

## Befolkningsutveckling
Antalet invånare i kommunen Lixing-lès-Saint-Avold
| Referens: INSEE |